# Vitbröstad nötväcka
Vitbröstad nötväcka (Sitta carolinensis) är en fågelart i familjen nötväckor. Fågeln häckar i urskogsmiljöer i stora delar av de tempererade områdena i Nordamerika. Det är en satt fågel, med stort huvud, kort stjärt, kraftig näbb och starka fötter. Ovansidan är blekt blågrå, och ansiktet och undersidan är vita. Den har svart hjässa och kastanjebrun underbuk. Arten delas upp i nio underarter som morfologiskt främst skiljer sig i färgen på fjäderdräkten.
Liksom andra nötväckor födosöker vitbröstad nötväcka efter insekter på trädstammar och grenar, och har förmåga att röra sig med huvudet före nedför träd. Frön utgör en betydande del av dess vinterföda, liksom ekollon och hickorynötter som fågeln lägger på lager under hösten. Boet placeras i en trädhåla, och det häckande paret kan smeta insekter runt öppningen för att avvärja ekorrar. Adulta fåglar och ungfåglar kan bli dödade av hökar, ugglor och ormar, och skogsavverkning kan leda till lokala habitatförluster, men arten är vanlig och det finns ingen oro för dess fortlevnad i de större delarna av dess utbredningsområde.

## Systematik
Nötväckorna tillhör släktet Sitta vilka är små tättingar. Vitbröstad nötväcka beskrevs första gången av den engelske ornitologen John Latham i hans verk från 1790, Index Ornithologicus.
Nötväckornas taxonomi är komplicerad och geografiskt väl åtskilda arter kan ibland likna varandra mycket. Den vitbröstade nötväckans utseende och kontaktläte liknar vitkindad nötväcka (Sitta leucopsis), som lever i Himalaya, och dessa ansågs tidigare tillhöra samma art.
Tidigare har släktet Sitta ibland delats upp i de fyra undersläktena; Homositta (typart kastanjenötväcka (S. castanea)), Micrositta (typart kinesisk nötväcka (S. villosa)), Leptositta (typart vitkindad nötväcka (S. leucopsis)) och Sitta (typart nötväcka (S. europeae)). Vitbröstad nötväcka placeras med denna indelning som enda nordamerikansk art i undersläktet Leptositta, medan övriga nordamerikanska arter placeras i Micrositta.
Nyligen utförda genetiska studier visar att vitbröstad nötväcka är närmast släkt med den ovanliga sydostasiatiska jättenötväckan (Sitta magna). Dessa två är relativt avlägset släkt med nästan alla andra nötväckearter.
Vitbröstad nötväcka brukar delas upp i nio underarter som i sin tur ibland delas in i de tre grupperna carolensis-gruppen, mexicana-gruppen och aculeata-gruppen. För underarternas utbredning, se Geografisk variation nedan.

## Utbredning och biotop

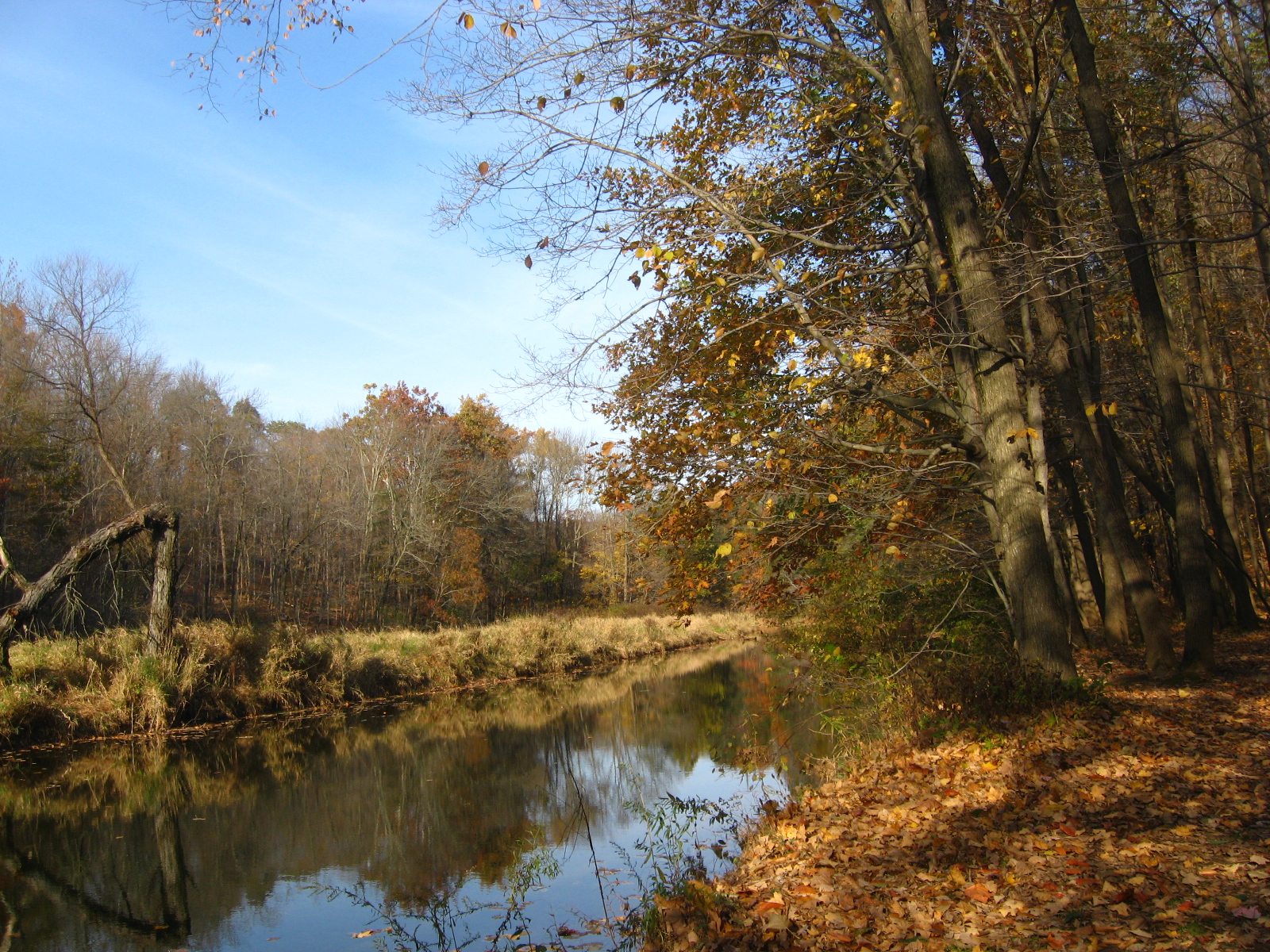
Lövskog är favoritmiljön i nordöstra USA.

Vitbröstade nötväckans häckningshabitat är skogsmark tvärsöver Nordamerika, från södra Kanada till norra Florida och södra Mexiko. I den östra delen av utbredningsområdet föredrar den öppen urskog i form av lövskog eller blandskog, samt fruktträdgårdar, parker, villatomter och begravningsplatser. Den återfinns mestadels i lågländerna, men häckar på 1 675 meters höjd i Tennessee. I väster och i Mexiko återfinns arten i öppna bergsbelägna tall- och ekskogar, och häckar på upp till 3 200 meters höjd i Nevada, Kalifornien och Mexiko. Pinyon- och enskogar och skogar vid flodstränder kan användas lokalt där sådana är tillgängliga. 
Vitbröstad nötväcka är den enda nordamerikanska arten av nötväckor som vanligtvis återfinns i lövträd. Rödbröstad nötväcka, dvärgnötväcka och brunhuvad nötväcka föredrar tallar.
Det är nödvändigt att det finns mogna eller ruttnande träd med hålor lämpliga för bobygge, och i öster föredrar fågeln träd som ek, bok och hickory eftersom de har ätliga frön. Lämpliga miljöer finns utspridda över hela Nordamerika, men inte sammanhängande, och de olika populationerna av arten har skilt sig åt och bildat regionala underarter.
Denna art är liksom de flesta i släktet stannfågel, och adulta fåglar stannar normalt i sitt revir året om. Under vissa år kan mer märkbara spridningar ske på grund av missväxt eller hög häckningsframgång, och arten har förekommit som tillfällig gäst på Vancouver Island, Santa Cruz Island och Bermuda. En fågel landade på RMS Queen Mary när den åkt sex timmar österut från New York i oktober 1963.

## Utseende, fältkännetecken och läte
Liksom andra medlemmar av dess släkte har vitbröstad nötväcka stort huvud, kort stjärt, korta vingar, kraftfull näbb och starka fötter. Den är 13–14 cm lång, med ett vingspann på 20–27 cm och en vikt på 18–30 g.
Den adulta hanen av nominatformen S. c. carolinensis har blekt blågrå undersida, glänsande svart hjässa och ett svart band på överryggen. Vingtäckarna och vingpennorna är mycket mörkt grå med blekare kanter, och den slutna vingen är blekt grå och svart, med en tunn vit vingstrimma. Ansiktet och undersidan är vita. De yttre stjärtfjädrarna är svarta med breda diagonala vita band tvärsöver de tre yttersta fjädrarna, vilka är tydligt synliga i flykten.
Honan har i genomsnitt ett smalare svart ryggband, något mattare ovansida och mer mattgul undersida än hanen. Hennes hjässa kan vara grå, men många honor har svarta hjässor och är svåra att skilja från hanar i fält. I nordöstra USA har minst 10% av honorna svarta hjässor, men andelen stiger till 40–80% i Klippiga bergen, Mexiko och sydöstra USA. Ungfåglar liknar adulta fåglar, men har mattare fjäderdräkt.

### Läte
Liksom andra nötväckor är denna art högljudd och har en uppsättning olika läten. Hanens häckningssång är ett snabbt nasalt qui-qui-qui-qui-qui-qui-qui. Kontaktlätet mellan medlemmar av ett par, som hörs mest ofta på hösten och vintern, är ett tunt pipigt nit, som yttras upp till 30 gånger i minuten. Ett mer distinkt ljud är ett gällt kri som upprepas snabbt med stigande oro eller upphetsning kri-kri-kri-kri-kri-kri-kri-kri. Underarterna i Klippiga bergen och Great Basin har ett högre, snabbare yididitititit-läte, och fåglar vid Stilla havskusten har ett mer nasalt biirf.

### Geografisk variation
Vitbröstad nötväcka brukar delas upp i nio underarter, men skillnaderna är små och förändras gradvis över utbredningsområdet. Underarterna behandlas ibland som tre grupper grundat på likheter i morfologi, habitatanvändning och läten. Dessa grupper täcker östra Nordamerika, Great Basin och centrala Mexiko, samt Stilla havets kustområden. Underarterna i västra inlandet har de mörkaste ryggarna, och den östliga S. c. carolinensis har den blekaste. Den östliga underarten har också tjockare näbb och bredare mörk hjässtrimma än underarterna i inlandet och vid Stillahavskusten. De tre gruppernas läten skiljer sig åt, som beskrivs ovan.
| Underart                                                                       | Utbredning                                                                                 | Utseende |
| ------------------------------------------------------------------------------ | ------------------------------------------------------------------------------------------ | --- |
| carolensis-gruppen                                                             | Östra Nordamerika                                                                          | |
| S. c. carolinensis inkl. atkinsi Scott, 1890. Synonym: cookei Oberholser, 1917 | Nominatformen återfinns i nordöstra Nordamerika västerut till Saskatchewan och östra Texas | Blekaste rygg och hjässa                                                                                        |
| mexicana-gruppen                                                               | Västra Nordamerikas inland                                                                 | |
| S. c. nelsoni inkl. umbrosa van Rossem, 1939                                   | Klippiga bergen, från norra Montana söderut till nordvästligaste Chihuahua                 | Mindre än nominatformen, mörkare grå ovansida, mörkare hjässa, mindre kontrast på vingarna                      |
| S. c. oberholseri Brandt, 1938                                                 | Sydvästra Texas och östra Mexiko                                                           | Mycket lik S. c. nelsoni, men något mörkare på både ovansida och undersida                                      |
| S. c. mexicana Nelson & Palmer, 1894                                           | Västra Mexiko                                                                              | Mattare än S. c. oberholseri med gråare sidor                                                                   |
| S. c. kinneari van Rossem, 1939                                                | Södra Mexiko i Guerrero och Oaxaca                                                         | Minsta underarten, liknar S. c. mexicana men honan har mer utbrett orange-mattgul undersida. Kort, kraftig näbb |
| aculeata-gruppen                                                               | Stilla havet                                                                               | |
| S. c. tenuissima Grinnell, 1918                                                | Från British Columbia genom Kaskadbergen till södra Kalifornien                            | Mindre än S. c. nelsoni, med något blekare ovansida och smalare näbb                                            |
| S. c. aculeata Cassin, 1857                                                    | Västliga delar av Washington, Oregon och Kalifornien, nordligaste Baja California.         | Mindre än S. c. tenuissima, med mer mattgul undersida, något blekare ovansida och smalare näbb                  |
| S. c. alexandrae Grinnell, 1926                                                | Norra Baja California                                                                      | Större än S. c. aculeata, med marginellt mörkare ovansida. Underarten med den längsta näbben                    |
| S. c. lagunae Brewster, 1891                                                   | Sydligaste Baja California                                                                 | Mindre än S. c. alexandrae med något mörkare undersida och mer mattgult. Näbben relativt kraftig                |

### Förväxlingsrisk med andra arter
Tre andra, betydligt mindre, nötväckor har utbredningsområden som överlappar med vitbröstad nötväckas; rödbröstad nötväcka (Sitta canadensis), brunhuvad nötväcka (Sitta pusilla) och dvärgnötväcka (Sitta pygmaea). Dock har ingen av dess arter vit fjäderdräkt som helt omger ögat. Andra skillnader är att rödbröstad nötväcka har ett svart ögonstreck och rödaktig undersida, och brunhuvad nötväcka och dvärgnötväcka har båda brun hjässa och vit fläck på nacken.

## Ekologi

### Häckning

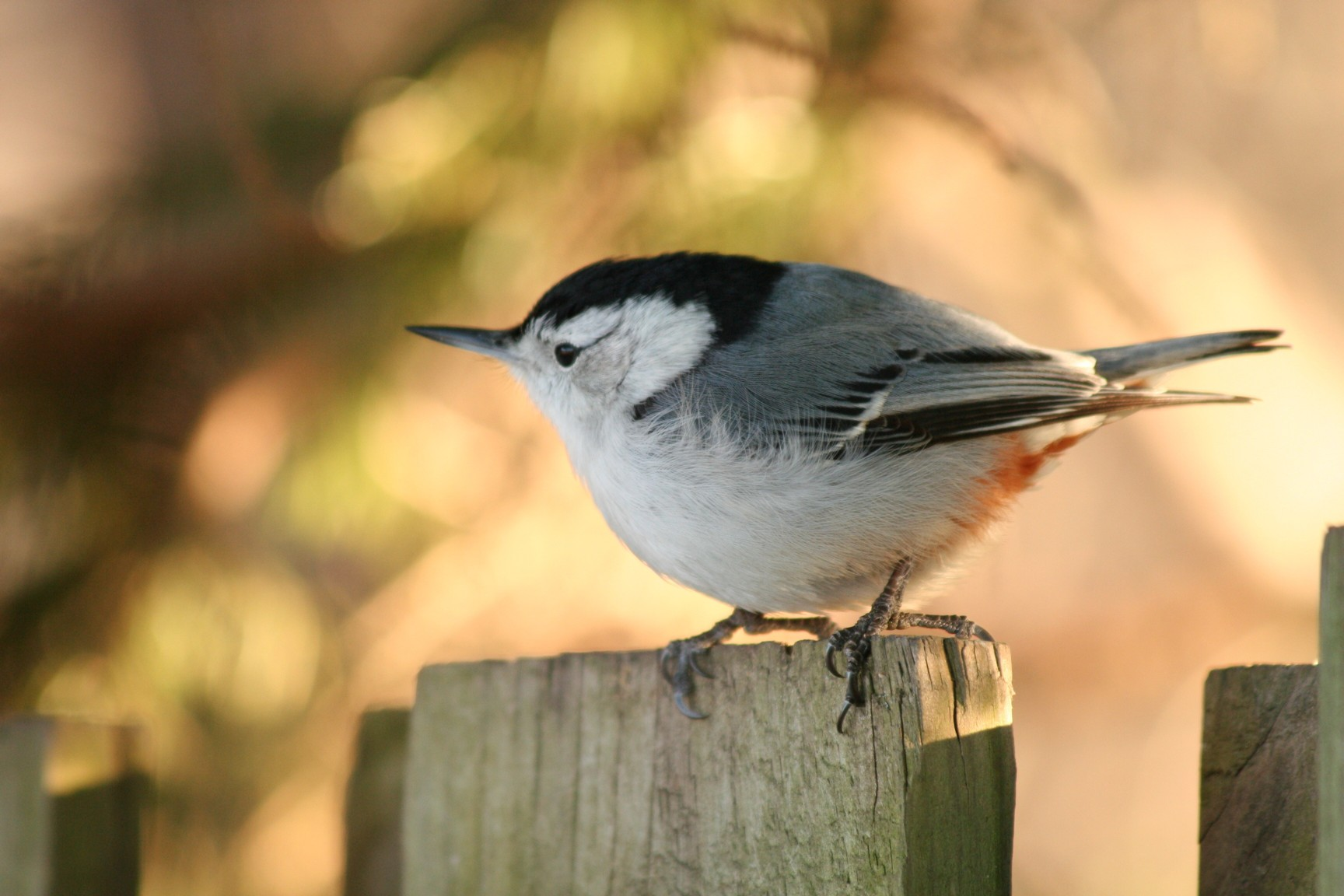
Hane av nominatformen

Vitbröstade nötväckan är monogam och bildar par efter en uppvaktning där hanen böjer sig inför honan, breder ut sina stjärtfjädrar, och sänker sina vingar medan han vaggar fram och tillbaka. Dessutom ger han henne små bitar föda att äta. Paret upprättar ett revir på 0,10–0,15 kvadratkilometer i skogsmark, och upp till 0,2 kvadratkilometer i halvskogiga miljöer, och förblir sedan tillsammans året runt tills en partner dör eller försvinner. Bohålan är vanligen en naturlig hålighet i ett ruttnande träd, ibland ett gammalt hackspettshål, och i vissa fall en konstgjord fågelholk som avsetts för östsialia.
Bohålan är vanligen 3–12 m högt upp i ett träd och fodras med päls, fint gräs och strimlad bark. Kullen består av fem till nio ägg som är gräddvita med rödbruna fläckar och i genomsnitt 19 x 14 mm stora. Äggen ruvas av honan i 13 till 14 dagar innan de kläcks. Ungarna är bostannare och blir flygga efter 18 till 26 dagar. Båda föräldrarna utfodrar ungarna i boet och ungefär två veckor efter att de blivit flygga. Hanen utfodrar honan när hon ruvar. När ungfåglarna väl blivit oberoende lämnar de föräldrarnas revir och upprättar antingen ett eget revir eller blir "luffare", oparade fåglar utan revir. Det är troligen dessa luffare som är inblandade i de oregelbundna spridningarna hos denna art. Arten övernattar i trädhålor eller bakom lös bark när den inte häckar och har den sällsynta vanan att plocka bort sin avföring från sovplatsen på morgonen. Den sover vanligen ensam utom under mycket kallt väder, då upp till 29 fåglar har setts sova tillsammans.

### Överlevnad

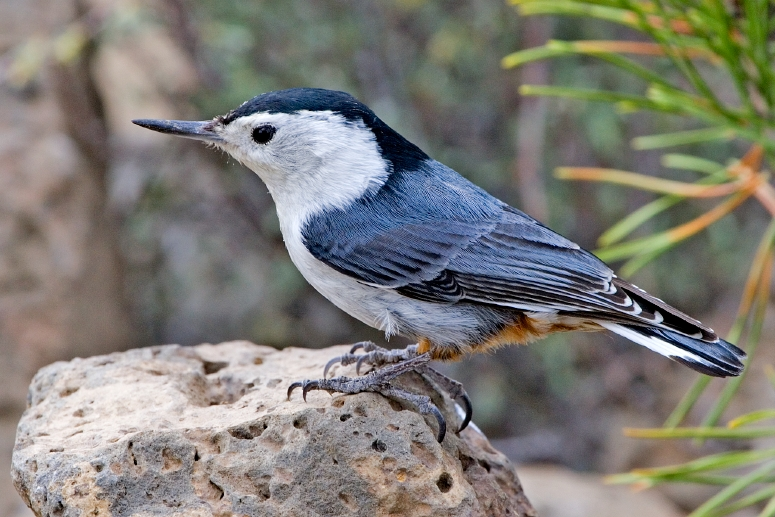
Hane av underarten S. c. tenuissima

Predatorer på vuxna nötväckor är bland andra ugglor och dagaktiva rovfåglar (såsom amerikansk sparvhök (Accipiter striatus) och trasthök (Accipiter cooperii)), och boungar och ägg kan ätas av hackspettar, små ekorrar och klättrande ormar som Opheodrys vernalis. Vitbröstad nötväcka reagerar på predatorer nära boet genom att flaxa med vingarna och göra hn-hn-läten. När en fågel lämnar bohålan, torkar den omkring ingången med en bit päls eller växtlighet. Detta gör det svårare för predatorer att hitta boet med hjälp av luktsinnet. Vitbröstad nötväcka kan kleta oljebaggar runt ingången till boet, och det har föreslagits att den obehagliga lukten från de krossade insekterna avskräcker ekorrar, den främsta konkurrenten om naturliga trädhålor.
Den uppskattade genomsnittliga livslängden för vitbröstad nötväcka är två år, 
men rekordet är tolv år och nio månader.
Vitbröstad nötväckas reaktioner på predatorer kan vara knutna till häckningsstrategier. I en amerikansk undersökning mättes villigheten hos hanar av arterna vitbröstad respektive rödbröstad nötväcka att utfodra ruvande honor i boet när de visades modeller av en amerikansk sparvhök, som jagar vuxna nötväckor, respektive en husgärdsmyg, som förstör ägg. Vitbröstad nötväcka är mer kortlivad än rödbröstad nötväcka, men har fler ungar, och fanns reagera starkare på äggpredatorn, medan rödbröstad nötväcka visade större oro för höken. Detta stöder teorin att mer långlivade arter gynnas av överlevnad bland vuxna och framtida möjligheter till häckning medan fåglar med kortare livslängd sätter större värde på överlevnaden för sina större kullar.

### Föda

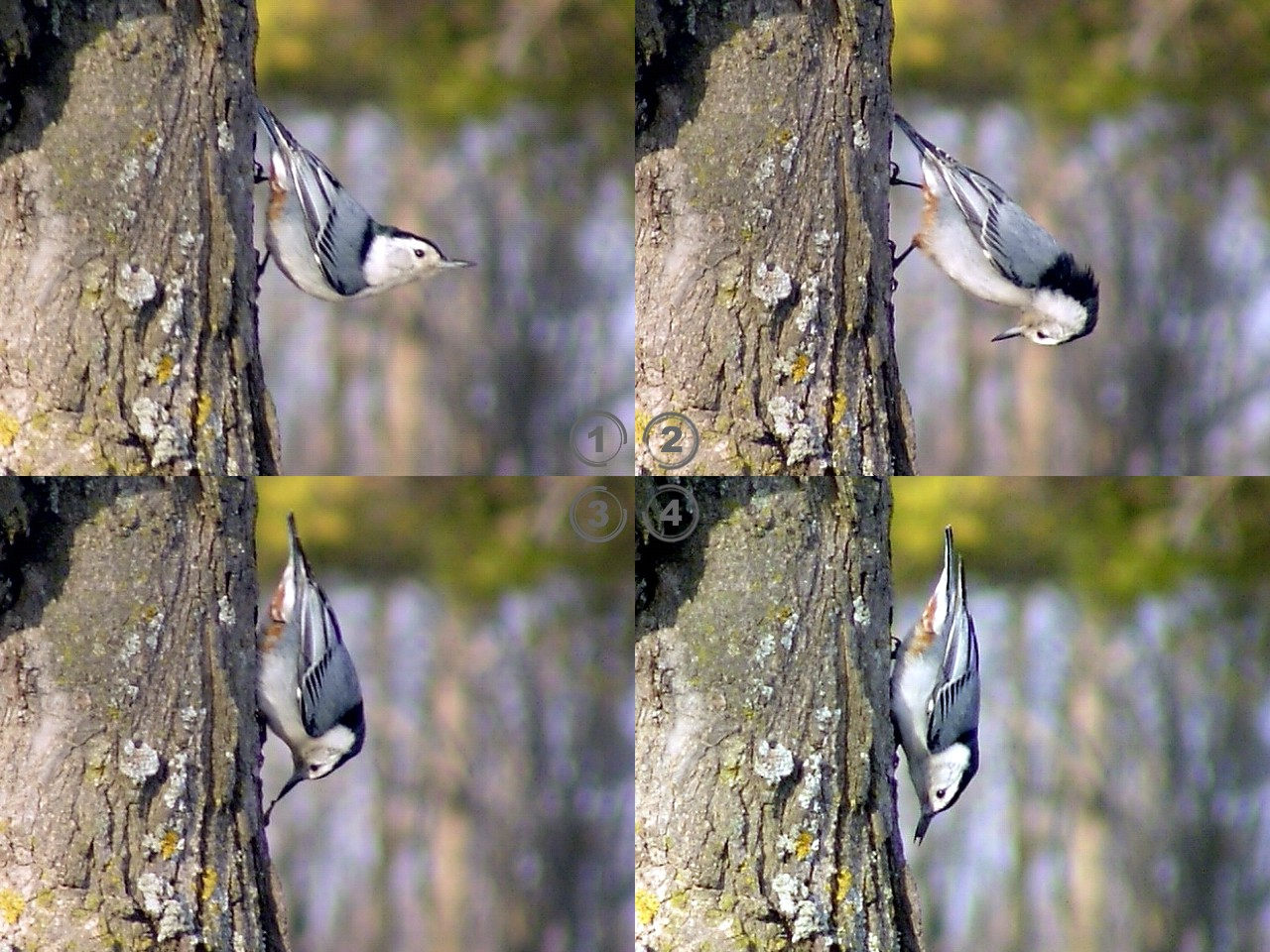
Vitbröstad nötväcka som äter

Vitbröstad nötväcka födosöker längs trädstammar och grenar på liknande sätt som hackspettar och trädkrypare, men använder inte sin stjärt som stöd, utan tar sig fram i ryckiga skutt med användning av sina starka ben och fötter. Alla nötväckor är särpräglade när de söker föda eftersom de kan ta sig nedför trädstammar med huvudet före och hänga uppochned under kvistar och grenar.
Arten är allätare och äter insekter och frön. Den placerar stora bitar föda som ekollon eller hickorynötter i skrevor i trädstammar, och hamrar sedan dem öppna med sin starka näbb. Överskottsfrön göms under lös bark eller i skrevor i träd. Födan på vintern kan vara nästan 70% frön, men på sommaren är det mestadels insekter. De insekter som äts av vitbröstad nötväcka är bland andra skalbaggar, myror, och skadedjur som snytbagge, kommasköldlus och andra sköldlöss, samt bladloppor. Fågeln födosöker emellanåt på marken, och besöker gärna fågelbord för att hitta nötter, ister och solrosfrön. De sistnämnda tar den ofta med sig för att lägga på lager.
Vitbröstad nötväcka färdas ofta med små blandflockar av olika arter på vintern, så kallade meståg. Dessa flockar leds av mesar och har nötväckor och dunspett (Picoides pubescens) som vanliga medföljande arter. Det antas att deltagarna i sådana flockar gynnas vid födosök och undvikande av predatorer. Det är troligt att de medföljande arterna även får tillgång till information från mesarnas läten reducerar sin egen vaksamhetsnivå därefter.

## Vitbröstad nötväcka och människan

### Status och hot
Vitbröstad nötväcka är en vanlig art med stort utbredningsområde, som uppskattas till 8,6 miljoner kvadratkilometer. Dess totala population uppskattas till 10 miljoner individer, och det finns tecken på en sammantagen populationsökning. Därför anses arten inte komma nära vare sig storlekskriteriet (färre än 10 000 vuxna individer) eller populationsminskningskriteriet (minskning på mer än 30% på tio år eller tre generationer) på IUCN:s rödlista. Av dessa anledningar bedöms arten som livskraftig (Least Concern).
Bortförande av döda träd från skogar kan orsaka problem lokalt för denna art eftersom den behöver håligheter i träd för sina bon. Minskningar har noterats i Washington, Florida och mer allmänt i sydöstra USA västerut till Texas. Däremot ökar häckningsutbredningen i Alberta, och antalet fåglar ökar i nordöst på grund av återväxt i skog. 
Arten är skyddad enligt en konvention om skydd av flyttfåglar, som alla tre länder där den förekommer (Kanada, Mexiko och USA) har undertecknat.

### Namn
Det svenska trivialnamnet nötväcka syftar på att vissa arter har benägenheten att kila fast bitar av föda i sprickor och hacka på föremålet med sina starka näbbar. Väcka är ett verb som förekommer i svenska dialekter med betydelsen "hugga spånor ur furuträ". 
Det vetenskapliga släktnamnet Sitta härrör från sittē, vilket är ordet för nötväcka i klassisk grekiska, 
och artepitetet carolinensis betyder "från Carolina" på latin, och syftar på dess geografiska utbredning.